# تادرت
تادّارت جماعة قروية وقرية مغربية شمال شرق المملكة، تنتمي إلى إقليم جرسيف، شرقي مدينة فاس، تضم بلدة تادّارت 20.474 نسمة (إحصاء 2004). وبلغ تعداد سكانها 22138 نسمة حسب إحصاء 2014.

## دواوير الجماعة
- دوار تمزراي الصفصفات
- حرشة لكار
- دوار علي اوحسين
- دوار قهوة الغالية
- دوار البعير
- دوار المسيرة